# Prytschornomorske

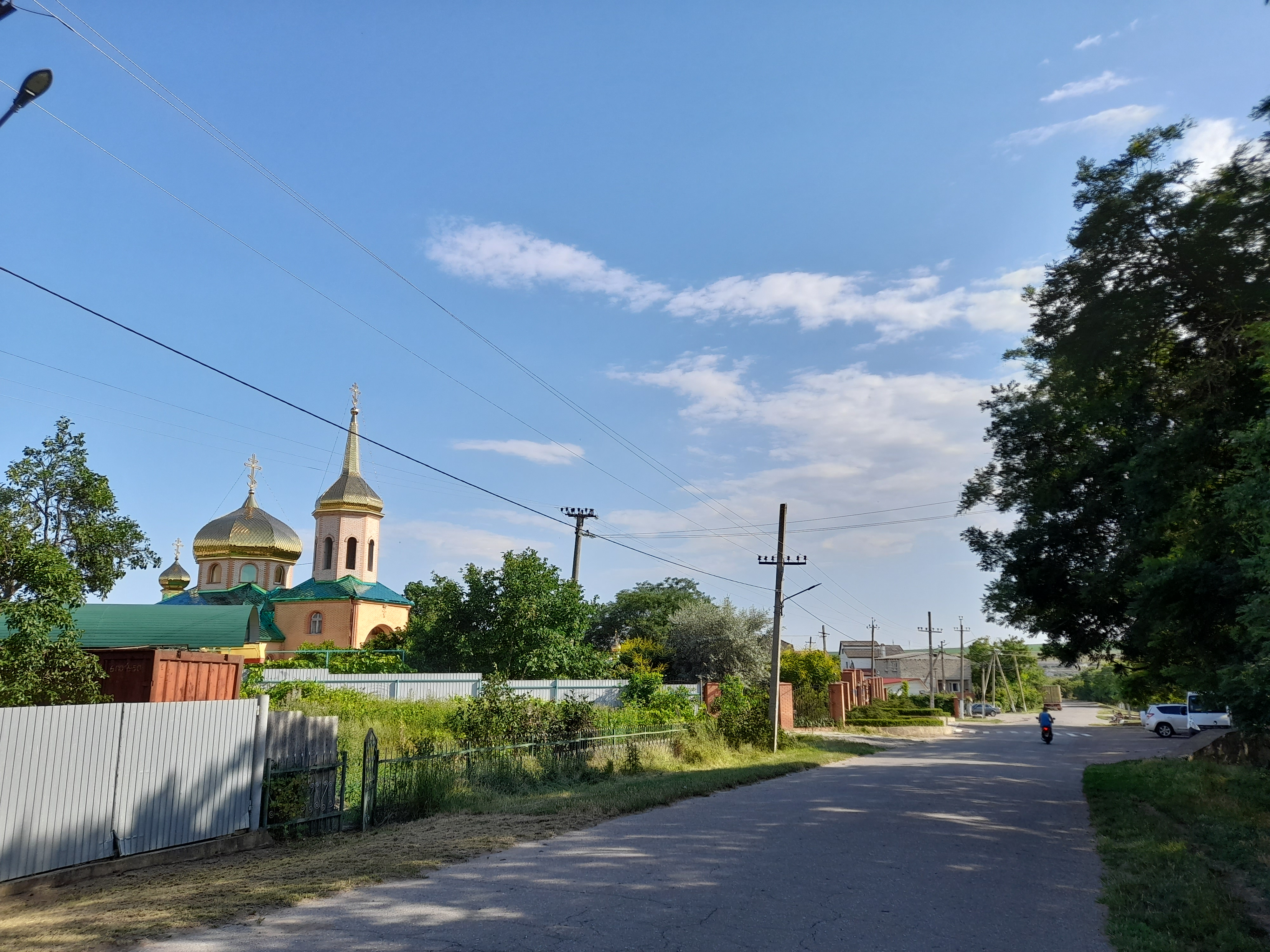
Spyrydonivka

Prytschornomorske (ukrainisch Причорноморське; russisch Першотравневое Perschotrawnewoje) ist ein Dorf im Nordosten der ukrainischen Oblast Odessa mit etwa 4000 Einwohnern (2024).
Der 1964 aus dem bereits 1860 gegründeten Dorf Spyrydoniwky (Спиридонівки) entstandene Ort liegt 11 km südwestlich vom ehemaligen Rajonzentrum Dobroslaw und 36 km nordöstlich vom Oblastzentrum Odessa. Durch das Dorf verläuft die Regionalstraße P–55.
Am 8. August 2018 wurde das Dorf ein Teil der Landgemeinde Wysyrka, bis dahin bildete es zusammen mit den Dörfern Kinne (Кінне), Mischtschanka (Міщанка), Nowa Wilschanka (Нова Вільшанка), Port (Порт), Sorja Truda (Зоря Труда), Stepaniwka (Степанівка) die Landratsgemeinde Perschotrawnewe (Першотравнева сільська рада/Perschotrawnewa silska rada) im Süden des Rajons Lyman.
Am 17. Juli 2020 wurde der Ort Teil des Rajons Odessa.